# Frontera entre Tailàndia i el Vietnam
La frontera entre Tailàndia i Vietnam és totalment marítima i està situada al golf de Tailàndia. Signat el 1997, aquest és el primer acord després de la Convenció de les Nacions Unides sobre el Dret del Mar en aquesta zona de conflicte entre països fronterers del Golf. Tanmateix, hi havia un acord previ el 1992 sobre la definició d'una zona de gestió conjunta entre Malàisia i Tailàndia.
L'àrea de superposició totalitza 6.074 km², tenint en compte les dues reclamacions respectives. Els dos països van obrir oficialment les negociacions en 1992 per determinar la zona. Es va arribar a un acord després de 9 rondes organitzades en 7 anys i destina un 32,5% de la superfície al Vietnam.
L'acord va ser signat oficialment el 9 d'agost de 1997 i va entrar en vigor el 27 de febrer de 1998. Es defineix un segment recte amb base a dos punts: 
- Punt C: Latitud N 07° 48' 00".0000, Longitud E 103° 02' 30".0000
  - Aquest és el punt més al nord de la zona de desenvolupament comuna establerta pel memoràndum 1979, que coincideix amb el punt 43 de la reclamació malaia de la plataforma continental avançada el 1979.
- Punt K: Latitud N 08° 46' 54".7754, Longitud E 102° 12' 11".6542
  - és el punt de la frontera marítima entre la República Socialista del Vietnam i Cambodja, que és equidistant amb les illes Thổ Chu i Koh Wai.